# Buurthuis (lied)
Buurthuis is een lied van de Nederlandse rapper Kevin. Het werd in 2021 als single uitgebracht en stond in hetzelfde jaar als vijfde track op het album Grote versnelling.

## Achtergrond
Buurthuis is geschreven door Joey Moehamadsaleh, Ramon Ginton, Rafael Maijnard en Kevin de Gier en geproduceerd door Jordan Wayne. Het is een lied uit het genre nederhop. In het lied zingt de rapper over waar hij vandaan komt en hij succesvol hij nu is, in zijn carrière en met zijn vermogen. De titel van het nummer is een verwijzing naar hoe de rapper ontdekt was. Hij trad namelijk als onbekende rapper op en schreef zijn eerste liedjes in een lokale buurthuis, waarna hij werd uitgenodigd door het platenlabel Rotterdam Airlines en zich daarna daar bij aansloot. 

## Hitnoteringen
De rapper had verschillend succes met het lied in de Nederlandse hitlijsten. Het piekte op de twintigste plaats van de Single Top 100 en stond vier weken in deze hitlijst. De Top 40 werd niet bereikt; het lied bleef steken op de zestiende plaats van de Tipparade.